# ¡Qué noche la de aquel año! Volumen II
¡Qué noche la de aquel año! Volumen II es el decimosexto álbum de Miguel Ríos, lanzado en 1987 por Polydor.
Este LP, también doble, es la secuela del primer volumen del mismo título, bandas sonoras del programa homónimo emitido por TVE en 1987.
En este segundo volumen, a diferencia del primero, que contaba con artistas pop de los años '60, Ríos está acompañado mayormente por músicos -en ese entonces- jóvenes, provenientes de la llamada Movida madrileña de los años '80, como Nacha Pop, Orquesta Mondragón, Ramoncín, Siniestro Total, Luz Casal, Radio Futura o incluso Joaquín Sabina, entre otros.
Al mismo tiempo, el repertorio repartido en ambos discos es contemporáneo, consistiendo básicamente en canciones de dichos artistas de pop rock español, en contraposición al volumen 1, más nostálgico y dedicado a clásicos del rock and roll anglosajón de los años '50 y '60.

## Lista de canciones
Disco 1
1. ¡Qué noche la de aquel año!
2. Shake / I Can't Turn You Loose - con Los Canarios
3. Venus
4. Estremécete
5. Rumor - con La Banda del Sur
6. Al alba - con Rosa León
7. Mueve tus caderas - con Burning
8. Rock and roll duduá - con Ramoncín
9. Una décima de segundo - con Nacha Pop
10. Frío - con Alarma!

Disco 2
1. Caperucita feroz - con Orquesta Mondragón
2. Ciudad sin ley - con Luz Casal
3. No estás sola
4. Sangre española - con Gabinete Caligari
5. El ruido de fondo
6. No tocarte - con Radio Futura
7. Bailaré sobre tu tumba - con Siniestro Total
8. Las palabras son cansancio - con El Último de la Fila
9. Cuando era más joven - con Joaquín Sabina
10. Todo se lo debo al rock & roll